# Feliz Ano Novo... De Novo
Feliz Ano Novo... De Novo é um especial de comédia  brasileiro, produzido pela Amazon Prime Video apresentado por Lázaro Ramos e Ingrid Guimarães. O média-metragem conta com uma plateia ao vivo e reúne convidados como Juliette, Tia Má, Luana Martau, Lindsay Paulino e Pablo Sanábio em seu elenco.
O especial estreou em 20 de Janeiro de 2023 na plataforma de streaming.

## Sinopse
Ingrid Guimarães e Lázaro Ramos estreiam no Prime Video querendo mudar tudo! Com muito humor e ironia, eles se juntam a convidados especiais para falar justamente sobre MUDANÇA. Por meio de pequenas histórias hilárias, eles refletem sobre perrengues e aprendizados que nos trouxeram até 2023.

## Elenco
- Lázaro Ramos como Ele mesmo / Vários Personagens
- Ingrid Guimarães como Ela mesma / Várias Personagens
- Juliette como Ela mesma
- Alanys Santos como Luisa
- Tarso Brant como Alan
- Luana Xavier como Rosely
- Wallie Ruy como Vivi
- Livia La Gatto como Jessica
- Karina Ramil como Laudete
- Pedro Benevides como Julio
- Bia Guedes como Funcionária
- Lindsay Paulino como Ele mesmo
- Luana Martau como Tatá
- Maíra Azevedo como Dinha